# San Pedro de Hualla
San Pedro de Hualla es una localidad peruana, capital del distrito de Hualla ubicado en la provincia de Víctor Fajardo en el departamento de Ayacucho. Limita por el Sur con el centro poblado de Tiquihua y el distrito de Canaria, por el Norte con los distritos de Huancapi y Cayara, por el Oeste con la provincia de Huancasancos y la provincia de Lucanas por el Este con la provincia de Vilcashuamán y el río Pampas.

## Historia
El pueblo de Hualla, fue creado en la época de la independencia por reglamento provisional del 12 de febrero de 1821 dado en el cuartel general de Huahura, por el libertador San Martín dándose la demarcación política del Perú en departamentos, provincias y distritos a nivel nacional conversión masiva.
El 16 de abril de 1828 y 7 años después se emitió una Ley exclusiva elevando a la capital del distrito al rango de Benemérita Villa de San Pedro de Hualla. El 29 de agosto de 1834 se dio la Ley Orgánica de Elecciones, tituló colegios electorales y distritos parroquiales. Hasta esa fecha la provincia de Cangallo tenía siete distritos: Cangallo, Hualla, Huambalpa, Sancos, Totos, Paras y Vischongo.
El presidente provisorio Ramón Castilla, obedeciendo el acuerdo de la convención nacional del 29 de noviembre de 1856, dio las primeras municipalidades con número y miembros determinados en las que habrán elecciones populares, allí aparecen como distritos legitimados el 2 de enero de 1857 alrededor de 500 pueblos, que antes eran anexos a nivel nacional y adrede cangallo aumento a 5 distritos Canaria, Carapo, Colca, Chuschi, Huancaraylla. Ley N.º 1306, de 14 de noviembre de 1910, dividió la Provincia de Cangallo y creó la del rubro. Se dio a la nueva provincia el nombre de Fajardo como homenaje al Coronel Víctor Fajardo, vencedor en la gloriosa batalla de Tarapacá, librada el 27 de noviembre de 1879, entre fuerzas peruanas y chilenas. Este jefe murió heroicamente en la batalla de Alto Alianza, entre las mismas fuerzas, el 26 de mayo de 1880. La misma ley que creó la provincia, señaló como capital al pueblo de Huancapi; por ley regional N.º 230, de 16 de agosto de 1920.

## División administrativa

### Barrios
- San Pablo
- San Miguel
- San Cristóbal
- Andamarca

### Anexos
- Santiago de Tiquihua

### Centro Poblado Menores
- Accobamba
- Pumarumi

## Sitios arqueológicos

### Hualla

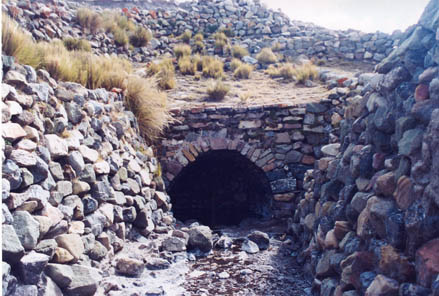
Cachipata Hualla

- Raqa raqay Pata: es el pueblo más antiguo que el mismo Hualla, según las investigaciones sus pobladores eran de la cultura Chankas y el pueblo se encuentra pasando en cerro San Cristóbal, en esta zona se encuentra ruinas de viviendas objetos de los pobladores antiguos y es una zona muy grande.
- Sombreruyoq
- Cachipata: se considera que los pobladores de Hualla provienen de este lugar, se encuentra a más de 40 km de Hualla, Cachipata por hoy se encuentra ruinas y lo más sorprendente es que se encuentra sal en estado líquido se encuentra a una altitud de más de 4600 m s. n. m.
- Campanayoq
- Inti Watana
- Quinwa Mayo
- Washwaqasa: es una laguna cuya leyenda se cuenta que hace mucho tiempo había un pequeño pueblo lo cual había sido castigado por Dios por los pecados cometidos por los pobladores y es una zona muy hermosa donde se encuentra gran cantidad de aves y una granja de truchas.
- Warmicha Urqu
- Chinchinca
- Milley

## Autoridades

### Municipales
- 2019 - 2022[2]
  - Alcalde: Edgar Ipurre Maldonado, Movimiento Regional Gana Ayacucho.
  - Regidores:

  1. Gelacio Nicolás Rodríguez Rivera (Musuq Ñan)
  2. Dory Uscata Pacheco (Musuq Ñan)
  3. Guillermo Pauccara Alcántara (Musuq Ñan)
  4. Noemí Quispe Tueroconza (Musuq Ñan)
  5. Honorato Quispe Ccaulla (Movimiento Regional Gana Ayacucho)